# Juniperus pingii
Juniperus pingii är en cypressväxtart som beskrevs av Wan Chun Cheng. Juniperus pingii ingår i släktet enar, och familjen cypressväxter. IUCN kategoriserar arten globalt som nära hotad.

## Underarter
Arten delas in i följande underarter:
- J. p. chengii
- J. p. miehei
- J. p. pingii
- J. p. wilsonii